# Gillis Åkerhielm
Gillis Åkerhielm, född 12 september 1703 på Bergsäng i Örebro län, död 13 juli 1773 på Hjälmarsberg i Almby socken, var en svensk ämbetsman.
Han var son till bergmästaren Jakob Hertzen och Elisabet de Besche (1679-1760) som var dotter till bruksägaren Gillis de Besche (1624-1709). Åkerhielm var från 1742 gift
med Eva Juliana Hacker (1721-1799) som var dotter till direktören vid Åkers styckebruk Olivier Hacker (1671-1728). Han var bror  till Jakob Åkerhielm (1701-1759) och Conrad Åkerhielm (1719-1782).
Åkerhielm blev student vid Uppsala universitet 1717 och extra ordinarie kanslist vid landskansliet i Örebro län 1721. Han var auskultant vid rådhus- och kämnärsrätterna i Stockholm 1722 samt extra ordinarie kanslist vid krigskollegium 1723. Han blev auditör vid livdragonregementet 1725 och häradshövding på Åland 1739. Åkerhielm förflyttades till Vemo- och Nedre Satakuntas häraders domsaga 1743 och genom ett byte blev han häradshövding i Ärlinghundra med flera häraders domsagor i Stockholms län samma år. Han blev assessor i kammarrevisionen 1747 och kammarrevisionsråd där samma år.
Åkerhielm ligger tillsammans med sin fru begraven i Åkerhielmska eller Hjälmarsbergsgraven vid Almby kyrka. 